# Honda RA302
Honda RA302 – samochód Formuły 1 wybudowany i używany przez zespół Hondę w jednym Grand Prix sezonu 1968. Samochód został zbudowany na zamówienie Soichiro Hondy, który chciał opracowania silnika chłodzonego powietrzem w Formule 1. Podczas Grand Prix Francji 1968 ścigały się więc dwie Hondy, model RA301 chłodzony wodą oraz RA302, chłodzony powietrzem.
Podstawowy kierowca Hondy, mistrz świata z 1964 roku John Surtees, odmówił prowadzenia Hondy RA302 podczas wyścigu na torze Rouen-Les-Essarts, określając go jako niebezpieczny. Model poprowadził więc drugi kierowca zespołu, Jo Schlesser. Podczas drugiego okrążenia wyścigu Schlesser rozbił się w zakręcie Virage des Six Fréres, po czym samochód wylądował na boku; pokryty magnezem monocoque oraz duża ilość paliwa (na 58 okrążeń) spowodowały pożar, w wyniku którego Schlesser zginął, a model RA302 został doszczętnie zniszczony.
Zbudowano drugi, lekko przebudowany model RA302, ale Surtees ponownie odmówił jego poprowadzenia. Po sezonie 1968 Honda wycofała się z Formuły 1 i w charakterze konstruktora powróciła do niej w 2006 roku z modelem RA106.

## Wyniki w Formule 1
| Legenda oznaczeń w tabelach wyników Wyświetl szablon na nowej stronie | Legenda oznaczeń w tabelach wyników Wyświetl szablon na nowej stronie                                                                     |
| Oznaczenie                                                            | Wyjaśnienie |
| --------------------------------------------------------------------- | --- |
| Złoty                                                                 | Zwycięzca lub mistrzostwo |
| Srebrny                                                               | 2. miejsce lub wicemistrzostwo |
| Brązowy                                                               | 3. miejsce lub II wicemistrzostwo |
| Zielony                                                               | Ukończył, punktował (w klasyfikacji generalnej, gdy zdobył co najmniej jeden punkt na przestrzeni sezonu, poza trzema powyższymi opcjami) |
| Niebieski                                                             | Ukończył, nie punktował (w klasyfikacji generalnej, gdy nie zdobył co najmniej jednego punktu na przestrzeni sezonu)                      |
| Czerwony                                                              | Nie zakwalifikował się (NZ) |
| Czerwony                                                              | Nie prekwalifikował się (NPK) |
| Różowy                                                                | Nie ukończył (NU) |
| Różowy                                                                | Niesklasyfikowany (NS) (w klasyfikacji generalnej, gdy nie został sklasyfikowany w żadnym wyścigu sezonu)                                 |
| Czarny                                                                | Zdyskwalifikowany (DK) |
| Czarny                                                                | Wykluczony (WYK/EX) |
| Biały                                                                 | Nie wystartował (NW) |
| Biały                                                                 | Kontuzjowany (K/INJ) |
| Biały                                                                 | Wyścig odwołany (OD/C) |
| Bez koloru                                                            | Został wycofany (WYC/WD) |
| Bez koloru                                                            | Nie przybył (NP/DNA) |
| Bez koloru                                                            | Nie brał udziału w treningach (NT/DNP) |
| Bez koloru                                                            | Nie został zgłoszony (–) |
| Pogrubienie                                                           | Start z pole position |
| Kursywa                                                               | Najszybsze okrążenie wyścigu |
| †                                                                     | Nie ukończył, ale jego rezultat został zaliczony ze względu na przejechanie więcej niż 90% dystansu wyścigu.                              |
| *                                                                     | Sezon w trakcie |
| 1/2/3                                                                 | Punktowana pozycja w sprincie kwalifikacyjnym                                                                                             |
| Lista systemów punktacji Formuły 1                                    | |

| Sezon | Zespół       | Silnik   | Opony | Kierowcy     | 1   | 2   | 3   | 4   | 5   | 6   | 7   | 8   | 9   | 10  | 11  | 12  | Pkt. | Msc. |
| ----- | ------------ | -------- | ----- | ------------ | --- | --- | --- | --- | --- | --- | --- | --- | --- | --- | --- | --- | ---- | ---- |
| 1968  | Honda Racing | Honda V8 | F     |              | RSA | ESP | MON | BEL | NED | FRA | GBR | DEU | ITA | CAN | USA | MEX | 0*   | 6    |
| 1968  | Honda Racing | Honda V8 | F     | Jo Schlesser |     |     |     |     |     | NU  |     |     |     |     |     |     | 0*   | 6    |

* Model RA302 nie zdobył ani punktu, w sumie Honda w sezonie 1968 zdobyła 14 punktów i zajęła szóste miejsce w klasyfikacji konstruktorów.